# Джамму и Кашмир (княжество)
Джамму и Кашмир — туземное княжество в составе Британской Индии, существовавшее с 1846 по 1947 годы.

## Образование княжества
До образования княжества Кашмир входил в состав пуштунской Дурранийской империи, а потом оказался в составе Сикхского государства; княжество Джамму было вассальным государством Сикхской империи.
Когда в 1822 году умер Кишор Сингх (раджа Джамму), то сикхи признали наследником его сына Гулаб Сингха. Пользуясь сикхским покровительством Гулаб Сингх приступил к расширению своего государства. Сначала он завоевал Бхадервах. Затем визирь Киштвара — Вазир Лакхпат — поссорился с правителем и обратился за поддержкой к Гулабу Сингху; когда прибыли войска Гулаба Сингха, то раджа Киштвара капитулировал без боя, и Киштвар был аннексирован. Контроль над Киштваром дал Сингху доступ к двум дорогам в Ладакх, после чего генерал Зоравар Сингх в ходе двух тяжёлых кампаний завоевал Ладакх и присоединил его к Джамму.
В 1840 году Зоравар Сингх вторгся в Балтистан, взял в плен правителя Скарду, поддерживавшего ладакхсцев, и аннексировал его страну. В следующем году Зоравар Сингх вторгся в Тибет, однако холодная высокогорная зима сделала его войска небоеспособными, и под ударами тибетцев он потерял почти всю армию. Неизвестно, было это целенаправленной политикой или цепочкой случайностей, но к 1840 году Кашмир оказался окружённым государством Гулаб Сингха.
Зимой 1845 года началась первая англо-сикхская война. Гулаб Сингх оставался нейтральным вплоть до происшедшей в 1846 году битвы при Собраоне, после которой он выступил в качестве посредника и надёжного советника сэра Генри Лоуренса. Было заключено два договора: согласно первому из них, британцы, в качестве эквивалента контрибуции в 10 миллионов рупий (которых не было у проигравшей стороны) получили Лахор — холмистый район между реками Биас и Инд; согласно второму, британцы передали Гулабу Сингху 100 тысяч рупий и горно-холмистую местность, располагавшуюся к востоку от реки Инд и к западу от Рави.
Однако Кашмир не отдался Гулаб Сингху без боя. Сикхский губернатор Имам-уд-Дин, подстрекаемый беспокойным Бамбасом из долины Джелум, наголову разбил войска Сингха на подступах к Сринагару, убив Вазир Лакхпата. Посредничество сэра Генри Лоуренса, однако, привело к тому, что Имам-уд-Дин прекратил сопротивление и Кашмир перешёл к новому правителю без дальнейших неприятностей. Дограские войска сменили сикхские в Асторе и Гилгите, а сикхский командир Натху Шах перешёл на службу к Гулаб Сингху.

## История княжества
Вскоре после присоединения Кашмира Гилгит был атакован правителем долины Хунза. В ответ Натху Шах от имени Гулаб Сингха повёл войска на Хунза, но был разбит, и Гилгит перешёл в руки противника, также как Пуньял, Ясин и Дарел. Гулаб Сингх послал две колонны — одну из Астора и одну из Балтистана — и отбил Гилгит. В 1852 году Гаур Рахман из Ясина разгромил джамму-кашмирские войска, и на 8 лет границей княжества стала река Инд.
В 1857 году Гулаб Сингх скончался. Унаследовавший трон его сын Ранбир Сингх во время восстания сипаев поддержал британцев, а когда всё улеглось — решил вернуть Гилгит и передвинуть границу. В 1860 году войска под командованием Деви Сингха пересекли Инд. Как раз перед тем, как джамму-кашмирские войска приблизились к форту, Гаур Рахман скончался, и Гилгит вновь вошёл в состав княжества.
Ранбир Сингху недоставало отцовских твёрдости и решительности, и его контроль над страной был слабым. Последний период его жизни был омрачён ужасным голодом, случившемся в Кашмире в 1877—1879 годах. В сентябре 1885 года он скончался, и трон унаследовал его старший сын Пратап Сингх.
Пратап Сингх развернул обширное строительство дорог в княжестве; улучшение путей сообщения оказало сильное влияние на жизнь людей. Правительство стало поддерживать развитие земледелия и ввело фиксированную ставку налогов, что привело к росту доходов государства. При Пратапе Сингхе было впервые обращено внимание на густые леса, покрывавшие территорию княжества; новое Министерство лесного хозяйства также стало вносить существенный вклад в бюджет страны. Государство поддерживало образование, начальные школы стали бесплатными. В Сринагаре и Джамму были открыты современные госпитали, в других населённых пунктах также стала развиваться медицина, с 1894 года на территории княжества началась кампания по оспопрививанию.
В страдавших от мощных наводнений горных долинах были проведены мелиоративные работы, было прорыто большое количество каналов, в некоторых из них были устроены гидроэлектростанции; в засушливых районах княжества было сооружено большое количество резервуаров для воды. В Сринагаре была открыта крупная фабрика по производству шёлка.
Пратап Сингх скончался в 1925 году, не оставив наследника, и на трон взошёл его племянник Хари Сингх. Он продолжил прогрессивные реформы своего дяди.
Хари Сингх ненавидел Индийский национальный конгресс из-за тесных связей между Джавахарлалом Неру и местным социалистом шейхом Мохаммедом Абдуллой. Также плохо он относился и к Мусульманской лиге с её «теорией двух наций». Во время Второй мировой войны Хари Сингх с 1944 по 1946 годы был членом Имперского военного кабинета.

## Конец существования княжества
В 1947 году британский парламент принял Акт о независимости Индии, в соответствии с которым из бывших британских территорий в Индии образовывались два новых государства — Индийский Союз и Доминион Пакистан — а бывшие туземные княжества должны были решить, присоединиться к кому-нибудь из них, или остаться независимыми. Изначально Хари Сингх желал, чтобы его княжество осталось независимым государством, однако большинство населения было мусульманским, и в октябре 1947 года мусульманские войска в Гилгите взбунтовались, требуя присоединения к Пакистану. 21 октября 1947 года ополчение пуштунских племён с территории Пакистана, а потом и другие пакистанские силы вторглись в княжество. Хари Сингх запросил помощи у Индийского союза, но Индия соглашалась предоставить помощь только в обмен на вхождение княжества в её состав. 26 октября 1947 года Хари Сингх подписал договор о вхождении княжества Джамму и Кашмир в состав Индии, однако это не было признано Пакистаном, считавшим, что присоединение было совершено против воли большинства населения. Так начался продолжающийся до сих пор Кашмирский конфликт.